# Pholcus malpaisensis
Pholcus malpaisensis là một loài nhện trong họ Pholcidae. Loài này có ở quần đảo Canaria.